# Peimar Volley
La Peimar Volley è stata una società pallavolistica maschile italiana con sede a Calci.

## Storia
La Peimar Volley viene fondata nel 2019. Nell'estate dello stesso anno acquista il titolo sportivo dal Massa, ottenendo il diritto di partecipazione alla Serie A2, dove debutta nella stagione 2019-20: nella stessa annata debutta anche nella Coppa Italia di categoria, venendo eliminata nei quarti di finale. Al termine della prima stagione, la società cede il titolo sportivo al Cuneo, terminando le proprie attività.